# Liepara
Liepara is een geslacht van vliesvleugeligen uit de familie Pteromalidae. De wetenschappelijke naam van dit geslacht is voor het eerst geldig gepubliceerd in 1988 door Boucek.

## Soorten
Het geslacht Liepara omvat de volgende soorten:
- Liepara dahmsi Boucek, 1988
- Liepara dentata Boucek, 1988